# Chiara Baffi
Chiara Baffi (Napoli, 7 maggio 1979) è un'attrice italiana.

## Biografia
Chiara Baffi nasce a Napoli.
Nel 1985 è la voce bambina dell'"Hai fai" che Pasquale Scialò registra per la Rai, e, nel 1987, di “Cicalata dei musici erranti” per la regia radiofonica di Giuseppe Rocca.
Il suo debutto in palcoscenico è nel 1997, nel ruolo di Sonia in Delitto e castigo da Fedor Dostoevskij, per la regia di Adriana del Duca.
Nel 2000 è in scena ne “L'idiota” di Fedor Dostoevskij, regia di Gigi Dall'Aglio e “Oreste” di Euripide, regia di Piero Maccarinelli.
Nel 2001 l'incontro con il Teatro de Los Sentidos di Enrique Vagas prendendo parte ad “Oracoli”, e con il regista partecipa poi al “Laboratorio permanente di ricerca di teatro sensoriale” al Polverin di Barcellona.
Nel 2002 è in “Elettra” di Euripide, regia di Piero Maccarinelli, e '“Ifigenia in Aulide” che Giuseppe Sollazzo mette in scena da Euripide, in “La palla al piede” di Georges Feydeau, regia di Armando Pugliese, con Luca De Filippo con cui sarà ancora in scena l'anno successivo, e fino al marzo del 2006 in “Napoli milionaria“per la regia di Francesco Rosi.
Nel maggio del 2004 in “Oro” per la regia di Antonello Cossia, Raffaele Di Florio e Riccardo Veno, partecipa al “Progetto Pasolini“di Mario Martone per lo Stabile di Napoli; per tre anni, dal 2005 al 2007 partecipa al “Progetto Museum“curato da Renato Carpentieri in “La sala delle macerie, omaggio a Heiner Muller”, regia di Enzo Salomone, “La sala del pallone aerostatico, omaggio a Nadar”, regia di Lello Serao, “La sala dell'irrequietezza, il giovane Holden”, regia di Giovanna Facciolo, “L'acquisto dell'ottone” di Bertolt Brecht, regia di Renato Carpentieri.
È poi in “Prove d'autore” di Harold Pinter, regia di Antonio Capuano, “Libere” di Cristina Comencini, regia di Carlotta Cerquetti, “Faust o della bella vita”,  regia di Sara Sole Notarbartolo, al Napoli Teatro Festival Italia, “Lei, cinque storie di Casanova” regia di Luca De Fusco, “Dignità autonome di prostituzione” di Luciano Melchionna.
Dal 2007 al 2011 è in scena in “Trilogia della villeggiatura” di Carlo Goldoni, regia di Toni Servillo, che la vorrà ancora al suo fianco in “Le voci di dentro” di Eduardo De Filippo.
Nicola Piovani la chiamerà a dare voce alla sua Molly ne “I viaggi di Ulisse”, per la regia di Luis Pasqual è in "La casa di Bernarda Alba" prodotta dal Napoli Teatro Festival Italia e dal Teatro Stabile di Napoli.
Con “Chiòve” di Pau Mirò, regia di Francesco Saponaro, di cui è protagonista dal 2006, ottiene un costante successo nei teatri italiani ed europei, ricevendo numerosi riconoscimenti tra i quali: il premio UBU 2008 come miglior attrice under 30, il premio “Eleonora Duse” 2008 come migliore attrice emergente, il premio Girulà XXIII edizione come miglior attrice emergente 2006-2007.
Interprete delle “letture drammaturgiche“, tra cui la “Vita di San Francesco da Giotto a Dante“una lezione di Massimo Cacciari nel Duomo di Casertavecchia (ottobre 2012), “Abiti” tratto da “Matrimonio combinato” della scrittrice indiana Divakaruni, al museo del costume di Napoli (novembre 2006), “L'esecuzione” di Maurizio Torrealta, Giorgio e Luciana Alpi (luglio 2004), “Viaggio nel Mediterraneo” di AA.VV. allo Studio Parisio di Napoli (febbraio 2007).
Nel 2018 è protagonista nella tournée Il ventre di Napoli diretta da Fortunato Calvino. Nel 2019 recita nel ruolo protagonista di Gesualda in Assunta Spina di Pino Carbone.
Nel 2021 è nel cast di Qui rido io, regia di Mario Martone, presentato in concorso alla 78ª Mostra internazionale d'arte cinematografica di Venezia. nel 2023 recita nella serie televisiva Il commissario Ricciardi. Nel 2025 recita nello spettacolo teatrale Na santarella di Claudio Di Palma.

## Filmografia

### Cinema
- La prima linea, regia di Renato De Maria (2009)
- Pandemia, regia di Lucio Fiorentino (2012)
- Nottetempo, regia di Francesco Prisco (2014)
- Due euro l'ora, regia di Andrea D'Ambrosio (2016)
- Senza fiato, regia di Raffaele Verzillo (2017)
- Qui rido io, regia di Mario Martone (2021)

### Televisione
- La squadra – serie TV, 5 episodi (2001-2006)
- Le voci di dentro – film TV (2014)
- Trilogia della villeggiatura – film TV (2017)
- Il commissario Ricciardi – serie TV, 4 episodi (2023)

## Teatrografia (parziale)
- Chiove di Pau Mirò, regia di Francesco Saponaro. Teatro Nuovo di Napoli (2006); Tour in Italia (2012)
- La casa di Bernarda Alba di Federico García Lorca, regia di Gigi di Luca. Teatro Mercadante di Napoli (2011)
- Dignità autonome di prostituzione di Luciano Melchionna, regi di Luciano Melchionna. Teatro Bellini di Napoli (2012)
- Napoli nella tempesta di Eduardo De Filippo, regia di Bruno Garofalo. Teatro romano di Benevento; Cinema Teatro Comunale Mercato di Mercato San Severino (2014)
- Le voci di dentro di Eduardo De Filippo, regia di Toni Servillo. Teatro Bellini di Napoli (2015) Teatro Bellini di Napoli (2015)
- Ferdinando di Annibale Ruccello, regia di Nadia Badi. Tour in Italia (2017-2019)
- Sareo di Maricla Boggio, regia Fortunato Calvino. Teatro Stabile di Napoli (2017-2018)
- Il ventre di Napoli di Matilde Serao, regia di Fortunato Calvino. Tour in Italia (2018)
- Assunta Spina di Salvatore Di Giacomo, regia di Pino Carbone. Teatro San Ferdinando di Napoli (2019)
- Na santarella di Eduardo Scarpetta, regia di Claudio Di Palma. Tour in Italia (2025)

## Doppiaggio
- Gatta Cenerentola, regia di Alessandro Rak, Ivan Cappiello, Marino Guarnieri, Dario Sansone (2017)

## Premi e riconoscimenti
- Premio Ubu
  - 2007/2008 - Migliore attrice under 30